# Љубомир Вуксановић
Љубомир Вуксановић (Присоја (Андријевица), 1875. или 1876. - Корушка, 1945.) је био српски правник из Црне Горе који је био на челу Народне управе на Цетињу у вријеме Другог свјетског рата.

## Живот
Гимназију и Правни факултет је звршио у Београду. Херој је Солунског фронта и био је четник Војводе Вука. Приликом установљења Народног управног одбора у новембру 1943. године, именован је за предсједника овог тијела. Резолуција свештнства Архијерејских намјесништава никшићког, шавничког и колашинског, донесена на састанку у Никшићу, 29. децембра 1943. га призна као јединог легитимног представника Срба у Црној Гори и Боки, а рад Народне управе на Цетињу потписници сматрају националним, спасоносним и хришћанским. Он је окрактерисан као национални борац, велики Србин и православац, док су узрочници свом тадашњем злу и страдању Срба били рушилачки, безбожнички и крволочни комунизам, пропагиран од бјелосвјетских скитача, јеврејске расе, а прихваћен од домаћих одрода: пропалих и недоучених ђака, компромитованих службеника, сеоских ђилкоша, разбојника, криминалних типова, скитница и осталог друштвеног олоша.
Из Црне Горе се повукао са њемачким војним снагама у јесен 1944. Погинуо је у возу у Корушкој при Свезничком бомбардовању.